# Момбароне (Асти)
Момбароне је насеље у Италији у округу Асти, региону Пијемонт.
Према процени из 2011. у насељу је живело 92 становника. Насеље се налази на надморској висини од 229 м.